# Database (programma televisivo)
Database è stato un programma televisivo italiano a carattere musicale, andato in onda sul canale satellitare Rock TV dal 2001 al 2016, tutti i giorni in diretta alle 8:00 e poi replicato alle 14:00, alle 20:00 e alle 2:00. 
Inizialmente il programma veniva condotto, a rotazione settimanale, da cantanti o band della scena rock italiana, i quali presentavano una rotazione di videoclip alternati dalla lettura delle domande dei telespettatori, inviate tramite SMS. I messaggi venivano letti da una voce fuori campo, alterata artificialmente, che risponde al nome di Jack; questo nome deriva da quello del Jack Daniel's, che all'epoca era lo sponsor del canale durante le serate delle Rock Tv Night.
A partire dal 2002, la trasmissione ha iniziato ad essere condotta periodicamente al cantante Pino Scotto, che negli anni successivi ne sarebbe poi diventato il presentatore fisso e ne avrebbe standardizzato lo stile di conduzione. Caratteristica tipica del programma, infatti, è il linguaggio molto colorito ed esplicito con cui Pino Scotto risponde alle domande degli spettatori, i quali gli chiedono opinioni riguardanti il mondo della musica, ma anche televisione, politica ed attualità. Non raramente, inoltre, arrivano in trasmissione anche messaggi di scherno e derisione rivolti al cantante, il quale replica, a sua volta, con parolacce e gestacci.
A partire dal 17 gennaio 2017, in seguito alla chiusura di Rock TV (avvenuta il giorno di capodanno), il programma si trasferisce sul web e continua ad andare in onda sotto forma di dirette settimanali al martedì e giovedì trasmesse sulle pagine Facebook, YouTube e Livestream del canale, sebbene tali dirette non prevedano più la presenza di videoclip.